# Hausgauen
Hausgauen is een gemeente in het Franse departement Haut-Rhin (regio Grand Est) en telt 441 inwoners (2005). De plaats maakt deel uit van het arrondissement Altkirch.

## Geografie
De oppervlakte van Hausgauen bedraagt 5,8 km², de bevolkingsdichtheid is 76,0 inwoners per km².
De onderstaande kaart toont de ligging van Hausgauen met de belangrijkste infrastructuur en aangrenzende gemeenten.

## Demografie
Onderstaande figuur toont het verloop van het inwonertal (bron: INSEE-tellingen).